# Evermore
Evermore (stylizováno v malých písmenech) je deváté studiové album americké zpěvačky Taylor Swift. Bylo vydáno 11. prosince 2020 skrze Republic Records, méně než pět měsíců po vydání zpěvaččiného osmého studiového alba, Folklore. Evermore je "sesterská nahrávka" ke svému předchůdci, kdy obě nahrávky byly oznámeny pár hodin před jejich vydáním. Podobně jako jeho předchůzce, bylo album spontánním projektem. 
Album mísí alternativní rock, indie folk a komorní popové styly, nesené kytarami, ponurými klavíry, bohatými smyčci a řídkými perkusemi. V jeho lyrické technice dominuje impresionistické vyprávění. Téma bylo popsáno jako antologie příběhů o lásce, manželství, nevěře a smutku, zkoumající složitost lidských emocí. Jako host na albu vystupují americké kapely Bon Iver, Haim a The National.
Evermore bylo nominováno na album roku na 64. výročním udílení cen Grammy, což je druhá nominace pro Swift v této kategorii poté, co v předchozím roce vyhrála s Folklore. Podle Republic Records se Evermore prodalo celosvětově přes milion kopií v prvním týdnu. Swift se díky albu stala první umělkyní v historii USA, která má 8 alb, které debutovali na vrcholu žebříčku Billboard 200.

## Pozadí alba
24. července 2020 Swift vydala jako překvapení její osmé studiové album, Folklore, které získalo pozitivní ohlasy v mnoha ohledech. Nashromáždilo 5 nominací na 63. předávání cen Grammy včetně kategorie Alba roku, které vyhrálo. Dokumentární koncertní film Folklore: The Long Pond Studio Sessions byl vydaný 25. listopadu 2020 na Disney+. Film zahrnuje detailní proces za Folklore a vystoupení ke všem písním z alba.
Po vydání Folklore pokračovala Swift ve spolupráci na dálku s Aaronem Dessnerem, který jí poslal instrumentální skladby, ke kterým napsala texty.  Vývoj Evermore byl ve srovnání se svým předchůdcem více experimentálním procesem. 10. prosince 2020, tři dny před svými 31. narozeninami, Swift zveřejnila na Instagramu devět fotek, které dohromady tvořily obrázek zachycující zpěvaččina záda s vlasy spletenými do copu a čelem k lesu. V dalším příspěvku na svých sociálních sítích oznámila své deváté studiové album s názvem Evermore, které vyšlo půlnoci. Prozradila seznam skladeb a hudební video k úvodní skladbě Willow, která měla premiéru na YouTube spolu s vydáním alba.

Swift napsala:
„Všichni jste byli tak starostliví, podporující a pozorní na mé narozeniny, že tentokrát jsem se rozhodla, že bych vám něco dala! Rovněž vím, že toto sváteční období bude osamělé pro většinu z nás a pokud tam venku je někdo, kdo se vyrovnává se ztrátou svého milovaného, tak jako já, tak tohle je pro vás.“
Swift přirovnala Evermore k podzimu a zimě, zatímco jeho předchůdce zase k jaru a létě.

## Seznam skladeb
| Standardní edice | Standardní edice                      | Standardní edice                      | Standardní edice                     | Standardní edice |
| Pořadí           | Název                                 | Autor                                 | Producent                            | Délka            |
| ---------------- | ------------------------------------- | ------------------------------------- | ------------------------------------ | ---------------- |
| 1.               | Willow                                | Taylor Swift Aaron Dessner            | Dessner                              | 3:34             |
| 2.               | Champagne Problems                    | Swift William Bowery                  | A. Dessner Swift                     | 4:04             |
| 3.               | Gold Rush                             | Swift Jack Antonoff                   | Antonoff Swift                       | 3:05             |
| 4.               | Tis the Damn Season                   | Swift A. Dessner                      | A. Dessner Swift                     | 3:49             |
| 5.               | Tolerate It                           | Swift A. Dessner                      | A. Dessner                           | 4:05             |
| 6.               | No Body, No Crime (featuring Haim)    | Swift                                 | A. Dessner Swift                     | 3:35             |
| 7.               | Happiness                             | Swift A. Dessner                      | A. Dessner                           | 5:15             |
| 8.               | Dorothea                              | Swift A. Dessner                      | A. Dessner                           | 3:45             |
| 9.               | Coney Island (featuring The National) | Swift Bowery A. Dessner Bryce Dessner | A. Dessner B. Dessner                | 3:45             |
| 10.              | Ivy                                   | Swift A. Dessner Antonoff             | A. Dessner                           | 4:20             |
| 11.              | Cowboy like Me                        | Swift A. Dessner                      | A. Dessner                           | 4:35             |
| 12.              | Long Story Short                      | Swift A. Dessner                      | A. Dessner                           | 3:35             |
| 13.              | Marjorie                              | Swift A. Dessner                      | A. Dessner                           | 4:17             |
| 14.              | Closure                               | Swift A. Dessner                      | A. Dessner BJ Burton James McAlister | 3:00             |
| 15.              | Evermore (featuring Bon Iver)         | Swift Bowery Justin Vernon            | A. Dessner Swift                     | 5:04             |
| Celková délka:   | Celková délka:                        | Celková délka:                        | Celková délka:                       | 60:38            |

| Deluxe edice   | Deluxe edice            | Deluxe edice     | Deluxe edice   | Deluxe edice |
| Pořadí         | Název                   | Autor            | Producent      | Délka        |
| -------------- | ----------------------- | ---------------- | -------------- | ------------ |
| 16.            | Right Where You Left Me | Swift A. Dessner | A. Dessner     | 4:07         |
| 17.            | It's Time to Go         | Swift A. Dessner | A. Dessner     | 4:15         |
| Celková délka: | Celková délka:          | Celková délka:   | Celková délka: | 68:58        |